# Antoine Bigot
Pour les articles homonymes, voir Bigot.
Antoine Bigot, né à Nîmes le 27 février 1825 et mort à Nîmes le 7 janvier 1897, est un poète français d'expression occitane (provençal de Nîmes).

## Biographie
Issu d'une famille protestante, instruit, Antoine Hippolyte Bigot échappe aux travaux des champs, au travail manuel si répandu à cette époque et se destine au commerce.
Dans les années 1850, il fait la connaissance de Jean Reboul, puis de Louis Roumieux avec lequel il se lance dans la littérature. En 1854, Frédéric Mistral et ses amis écrivains occitans provençaux fondent le Félibrige et invitent Antoine Bigot à les rejoindre. Il s'y refuse par goût d'indépendance et parce qu'il veut chanter sa ville de Nîmes dans son propre langage, son « impur patois qui s'éteint » : la langue la plus populaire de la ville.
En 1861, il devient correspondant de l'Académie de Nîmes, puis membre à part entière en 1864. En 1865, il est membre du Consistoire de l'Église réformée. Il meurt en son domicile de la rue Cart, le 7 janvier 1897, laissant derrière lui la renommée d'un poète estimé et d'un homme juste et droit.
En 1903, sous l'influence de son ami et continuateur Jean Mejean, le buste d'Antoine Bigot est dressé près de la statue de Jean Reboul au bas du grand escalier des Jardins de la Fontaine. À cette occasion, Émile Reinaud, ancien maire de Nîmes, prononce un discours en provençal à la mémoire d'Antoine Bigot. Gaston Doumergue, alors ministre, est également présent à la cérémonie.
Protestant et républicain, Antoine Bigot a souvent été opposé à Jean Reboul, catholique et royaliste.
Il est inhumé au cimetière protestant de Nîmes.

## Œuvres
- Li Bourgadieiro, poésies patoises (deux opuscules : "1ère livraison" : 6 titres, et "2ème partie" : 8 titres), par A. Bigot et L. Roumieux (1853)
- Li Griséto, poésies patoises (1854)
- Li Boutoun de guèto, poésies patoises, par A. Bigot. Fables imitées de La Fontaine (1859)
- Les Rêves du foyer, poésies (1860)
- Li Bourgadieiro, poésies patoises (1863 ; 1962 ; 1998)
- Recueil de fables patoises nouvelles (1881)
- Li Fieuyo toumbado, poésies patoises et fables nouvelles (2e édition, augmentée de nouvelles fables, 1890)
- Li Flou d'armas, poésies et fables patoises (1891)
- Les Rêves du foyer, œuvres posthumes de A. Bigot. Poésies patoises et françaises inédites (1899)
- Œuvres complètes. Poésies languedociennes et françaises. Li Bourgadiéiro. Li Fueio toumbado. Li Flou d'Ermas (précédées d'une épître en vers languedociens de Jean Reboul). Obro Poustumo. Les Rêves du foyer (précédés d'un avant-propos). Œuvres posthumes (1907 ; 1924 ; 1997) Lire en ligne ou télécharger, sur ebooks gratuit
- Fablas de Bigot : 23 fables illustrées avec leur traduction française (1991)
- Fablas de Bigot : 20 nouvelles fables illustrées avec leur traduction française (1993)